# Франсіско Естебан Гомес
Франсіско Естебан Гомес (ісп. Francisco Esteban Gómez; 26 грудня 1783 — 6 серпня 1853, Ла-Асунсьйон) — венесуельський військовий, який брав активну участь у венесуельській війні за незалежність. Відомий як «патріот-командир» острова Маргарита, він відзначився своєю участю в обороні острова проти вторгнення іспанських військ. Його шанують як героя битви при Матасьєте (1817).
Почав свою кар'єру в якості військового офіцера і досягав чинів полковника, генерала, генерал-майора армії, і командував озброєними силами провінції Кумана. Він представляв Маргариту на з'їзді Кукути і був губернатором острова Маргарита (1817—1820).
Гомес народився 26 грудня 1783 року у Вілла Норте (Санта-Ана) у провінції Маргарита в Марії Консепсьйон Гомес. Він був хрещений на місці його народження батьком Гарсією Мігі Фко.
Гомес приєднався до руху за незалежність 4 травня 1810 року, це привело до його переслідування з боку уряду, він деякий час переховувався та нарешті у 1815 році був заарештований. Він був пов'язаний з мирним договором від 15 квітня 1815 року і став на бік Арісменді 16 листопада 1815 року під час повстання.
8 травня 1816 року Симон Болівар надав йому звання полковника. Під час битви 31 липня 1817 р. він бився проти генерала Пабло Морільйо. Він опублікував маніфест під назвою «Великі народи і щедрий світ» 23 червня 1817 року. 31 червня 1817 був призначений бригадним генералом за перемогу у битви при Матасьєті.
У 1830 році Хосе Антоніо Паес призначив Гомеса командувачем в Маракайбо. У 1835 році президент Венесуели Хосе Марія Варгас доручив Гомесу командування збройними силами провінції Кумана. У 1837 році він обіймав посаду головного операційного директора Кумани, Маргарити та Барселони. У 1847 році одержав свідоцтво про інвалідність, але був призначений на посаду губернатора Маргарити в 1853 році. Помер у тому ж році у францисканському монастирі Асунсьйона.
За вказівкою Президента Венесуели, 11 лютого 1876 року його останки були переведені в похоронну урну в Катедральному Нуестра-сеньора-де-ла-Асунсьйон. 18 липня 1880 року урна з його останками була перенесена у Каракас. Потім він був похований у Національному Пантеоні Венесуели 20 серпня 1880 року.
Муніципалітет Gómez, Nueva Esparta, батьківщина генерала, названа на його честь. Плаза Франциско Естебан Гомес в Санта-Ана відзначає його статуєю як героя битви при Матасьєрі, а його будинок, розташований поруч, зберігається як музей.